# Сип бенгальський
Сип бенгальський (Gyps bengalensis) — птах роду сип (Gyps) родини Яструбових (Accipitridae) ряду Соколоподібні (Falconiformes). Інша назва «білоспинний гриф».

## Опис
Загальна довжина становить 89-93 см при вазі 3,5-7,5 кг. Голова середнього розміру. Отоворина дзьобу щілиноподібні. Розмах крил до 260 см. Хвостове пір'я короткі. Забарвлення основних пір'їв чорне, менших, особливо на спині, — сріблясто-сіре. Нижні пір'я крил білого забарвлення. Голова гола, порівняно коротка в порівняні з іншими представниками цього роду), рожевого кольору, дзьоб сріблястий з темними наростами. Шия білого кольору. Хвіст чорного кольору.

## Спосіб життя
Стає активним після того, як сонце досить нагріває повітря і з'являються його висхідні потоки. Вони необхідні, щоб годинами ширяти в пошуках падли, витрачаючи на політ мінімум енергії. Живиться падлом, причому може заковтувати шматки кісток. Зграя сипів здатна зняти м'ясо та шкіру з бика за 20 хвилин. При наявності водойм охоче купається і п'є воду.
Статева зрілість настає у віці 4-5 років. Період розмноження триває з листопада по березень, найбільша кількість яєць відкладається в січні. Зазвичай самець приносить будівельний матеріал для гнізда на високому дереві, а самиця будує його. Перед відкладанням яєць птахи вистилають гніздо зеленим листям. У кладці 1 яйце, період інкубації триває 30-35 днів. Пташенят вигодовують обоє батьків. Вони розвиваються дуже повільно і проводять в гнізді не менше 3 місяців.
Тривалість життя до 12 років.

## Поширення
Тривалий час був розповсюджений на незначній ділянці південно-східного Ірану (старовинна область Мекран), в Пакистані, Індії, Пакистану, Непалі, Бутані, Бангладеш, М'янмі, Таїланді, Лаосі, Камбоджі, В'єтнамі, Малайзії, Китаї. на середину 1990-х років на території Бангладеш, Малайзії та Китаю цей вид вважається вимерлим. На даний час це дуже рідкісний птах, стан популяції якої оцінюється Червоною книгою МСОП як критичний, хоча ще в 1985 році бенгальського сипа називали однією з найчисленніших з великих хижих птахів, у 1988 році він ще не був внесений до Червоної книги МСОП.
Протягом 1980—2000 років кількість цього сипа скоротилося на 99 % й натепер становить близько 150—200 тис. особин. Вчені з'ясували, що основною причиною загибелі птахів було отруєння препаратом диклофенак (насамперед у Пакистані та Індії), який часто використовується ветеринарами для лікування домашньої худоби. Поїдаючи тіла померлих тварин, грифи накопичували цей небезпечний хімікат в організмі. Оскільки у бенгальського сипа відсутній фермент, що розщеплює диклофенак, птахи гинули, у них руйнувалися нирки.
Завдяки спільним зусиллям державних органів Індії, Непалу, Пакистану та природоохоронних організацій, зокрема Birdlife International (Міжнародна асоціація охорони птахів), в період 2006—2010 років використання диклофенаку в цих країнах було припинено. Втім до 2016 року популяція цього сипу скоротилася до 10 тис. особин, з яких основна кількість мешкає у Пакистані та Індії, в М'янмі, Лаосі, Камбоджі, Ірані зустрічається близько 100 (в кожній країні).
У 2015 році розпочалася всесвітня кампанія з урятування сипів та грифів, яка торкнулася також й бенгальського сипа.